# Rábano de Aliste
Rábano de Aliste é um município da Espanha na província de Zamora, comunidade autónoma de Castela e Leão, de área 55,95 km² com população de 432 habitantes (2007) e densidade populacional de 8,04 hab/km².

## Demografia
| Variação demográfica do município entre 1991 e 2004 | Variação demográfica do município entre 1991 e 2004 | Variação demográfica do município entre 1991 e 2004 | Variação demográfica do município entre 1991 e 2004 |
| --------------------------------------------------- | --------------------------------------------------- | --------------------------------------------------- | --------------------------------------------------- |
| 1991                                                | 1996                                                | 2001                                                | 2004                                                |
| 565                                                 | 521                                                 | 463                                                 | 450                                                 |